# Reinhold Friedrich von Hoverbeck
Reinhold Friedrich Freiherr von Hoverbeck (* 8. März 1720 in Domkau; † 2. Dezember 1770 in Rathenow) war ein preußischer Generalmajor und Chef des Leibkarabinierregiments sowie Herr auf Reichenau.

## Leben

### Herkunft
Reinhold Friedrich war der Sohn von Adam Bogislaus von Hoverbeck († 3. August 1735), Herr auf Domkau, Geierswalde sowie Reichenau, und dessen Ehefrau Sophie, geborene von Polenz aus dem Hause Neudeck. Sein Bruder war der spätere preußische Generalmajor Christoph Ernst von Hoverbeck (1725–1781).

### Militärkarriere
Hoverbeck wurde 1735 als Estandartenjunker im Kurassierregiment „von Geßler“ der Preußischen Armee angestellt. Am 19. September 1737 wurde er in diesem Regiment Kornett. Während des Feldzuges 1740/42 kämpfte Hoverbeck bei Mollwitz und Chotusitz und wurde am 19. Oktober 1741 Leutnant. Als solcher nahm er am Feldzug 1744/45 teil, wurde in der Schlacht bei Hohenfriedberg verwundet, kämpfte dann bei Soor und machte die Belagerung von Prag mit. Am 3. März 1752 folgte seine Beförderung zum Stabsrittmeister. 
Während des Siebenjährigen Krieges 1756/63 wurde Hoverbeck am 2. März 1758 Major sowie am 3. März 1760 Oberstleutnant. Nach Friedensschluss erhielt er das Kommando über das Regiment und wurde wenige Monate später Oberst. König Friedrich II. ernannte Hoverbeck am 26. September 1768 zum Chef des Leibkarabinierregiments und beförderte ihn schließlich am 9. September 1769 zum Generalmajor.

### Familie
Hoverbeck hatte sich am 18. September 1746 in Blasdorf mit Juliane Magdalena Freiin von Zedlitz aus dem Hause Blasdorf (* 10. November 1721 in Blasdorf; † 10. Mai 1790 in Rathenow) verheiratet. Aus der Ehe gingen folgende Kinder hervor:
- Charlotte Magdalena Henriette (* 20. Mai 1755 in Breslau)
- Leopold Reichold Bogislav (* 4. Juli 1764 in Breslau)